# Corredora (nàutica)

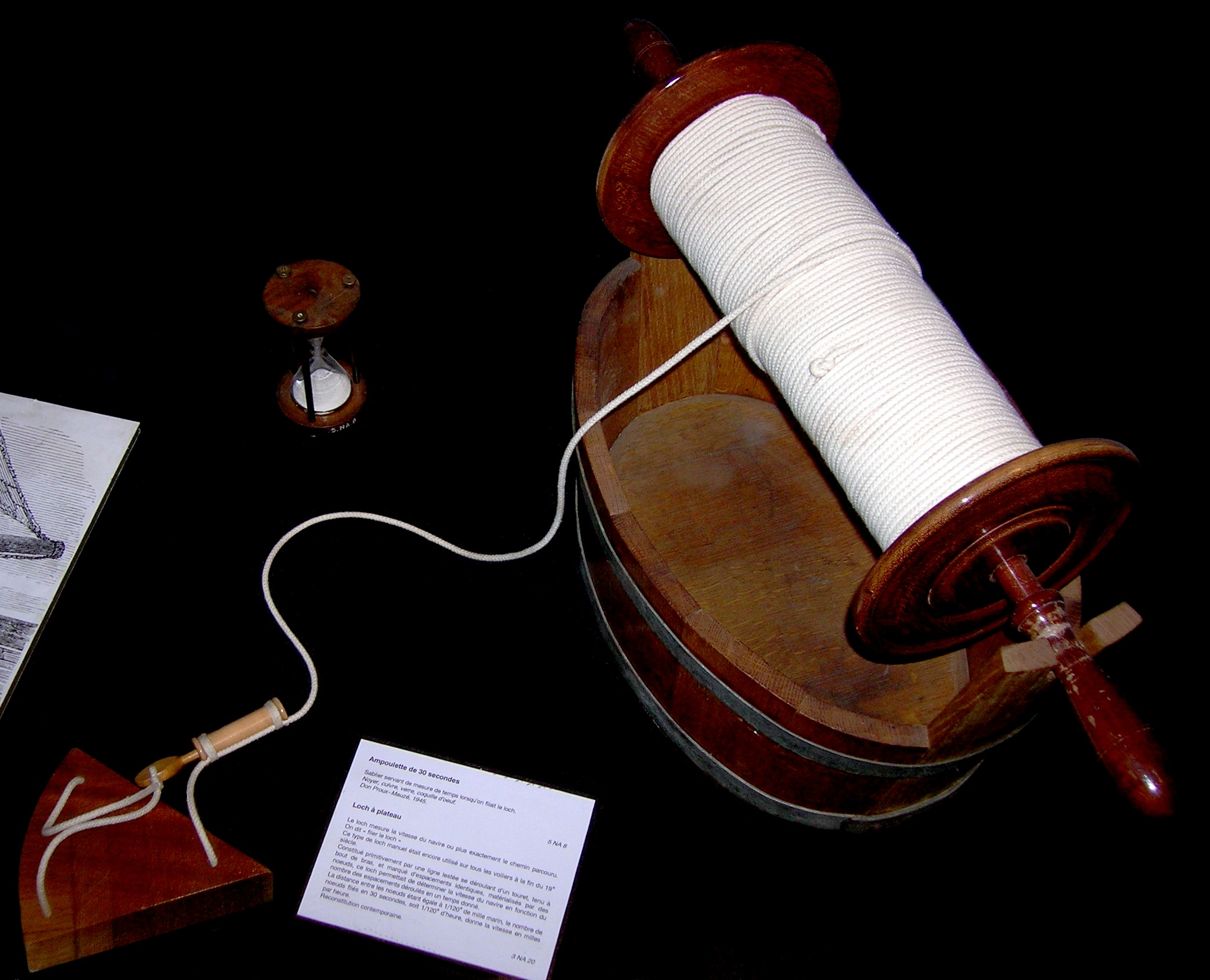
Corredora

Una corredora, o corredora de barqueta, és un aparell de mesura que, amb l'ajut de l'ampolleta (rellotge de sorra de 30s. o 15s. de duració), era tradicionalment utilitzada pels marins per a mesurar la velocitat del vaixell sobre l'aigua.
Tots els instruments nàutics que mesuren la velocitat d’un vaixell a través de l’aigua es coneixen internacionalment com logs (tronc d'arbre). Aquesta nomenclatura es remunta als dies de vela, quan els mariners llançaven un tronc unit a una corda amb nusos a intervals regulars des de la popa del vaixell. Un dels mariners comptava el nombre de nusos que passaven per les seves mans en un temps determinat per a calcular la velocitat del vaixell. Avui dia, els mariners i els pilots d'avions encara expressen la velocitat en nusos.

## Història

### Corredora holandesa
A un llibre publicat el 1623 es diu falsament que el primer dispositiu conegut per a mesurar la velocitat d'un vaixell era una corredora holandesa.
La primera referència a la corredora holandesa es troba el 1623, que parla d'una caixa emprada com corredora. Aquesta corredora es podia utilitzar amb una caixa de llautó, rectangular amb els extrems arrodonits. Tenia taules per convertir el temps registrat en velocitat del vaixell.

### Bartolomeo Crescentio[6]
Però de fet la primera descripció d'un mètode per la mesura de la velocitat d'un vaixell s'atribueix a l'italià Bartolomeo Crescentio, que el va descriure a finals del segle xv o a principis del segle XVI. Un mariner llançava un objecte flotant per la borda i utilitzava una ampolleta per mesurar el temps que trigava per passar entre dos punts de la coberta, però aquest sistema necessita una ampolleta múltiple per cada temps transcorregut, només seria factible al revés: mesurar la distància correguda referenciada a la coberta en un temps fixe de l'ampolleta
L'obra de Crescentio descriu també una corredora de paletes giratòries.

### Francesc Albó de Roses

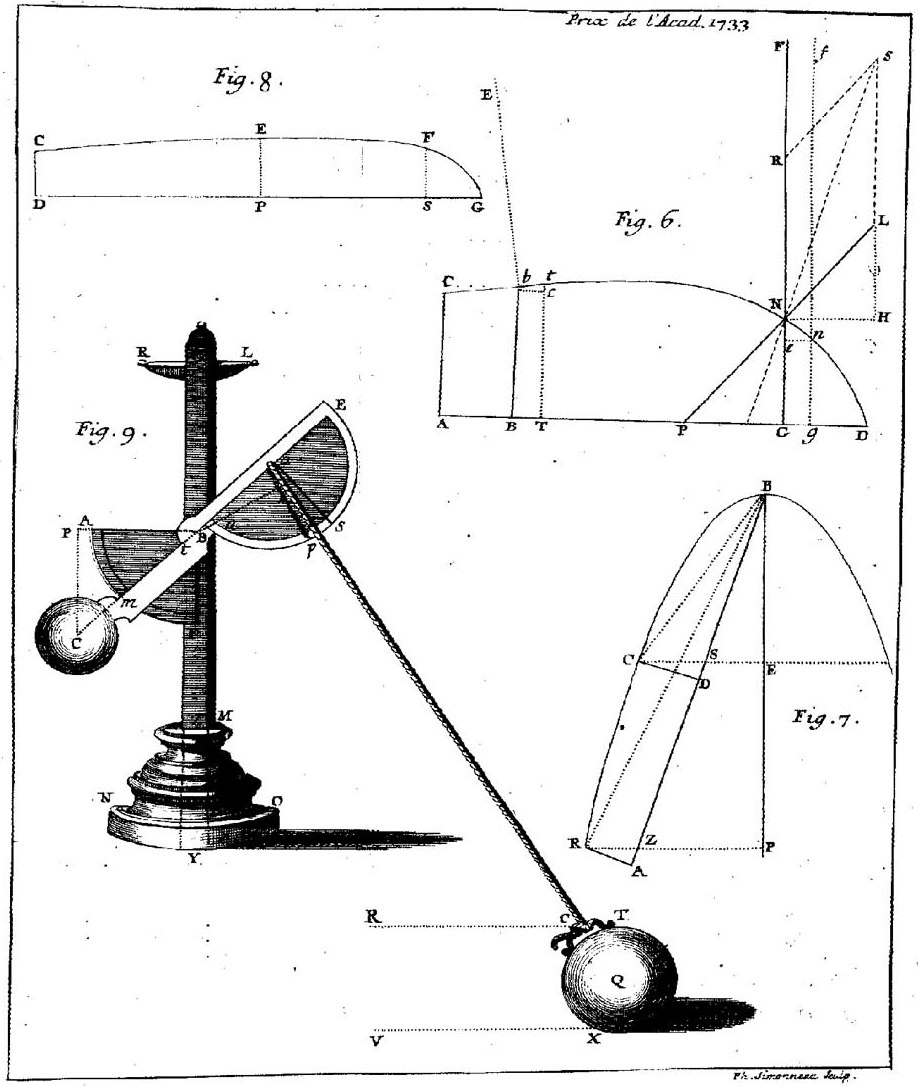
Corredora de Poleni, 1734

Loch de Giovanni Poleni, a la seva obra De la Meilleure manière de mesurer sur mer le chemin d'un Vaisseau, 1734.
1519. El Cavaller Pigafetta entre els mètodes proposats per trobar la longitud diàriament, parla del sistema emprat per Francesc Albó de Rosas per calcular la velocitat del vaixell, que ell anomena "colla catena a popa", és definitiu, ja que explica al seu llibre la "Descripció del viatge" que mitjançant la catena sabien que, navegant pel Pacífic, avançaven de 60 a 70 llegües per dia. El 1519, utilitzaven l'angle que feia la cadena amb la vertical, que és proporcional a la velocitat del vaixell. Albó havia anotat prèviament de forma empírica durant el temps d'una "ampolleta catalana de mitja hora", quantes llegues navegaven mesurades sobre distàncies conegudes de la costa catalana, per a cada angle de la cadena respecte la vertical. La "catena" era d'una mena d'escandall penjat a la popa, fet amb una cadena en lloc de corda amb la que, com s'ha dit, es va calcular la velocitat del Victòria en aquest viatge de la volta al món.
El viatge a les Filipines es va poder repetir gràcies a aquest pilot d'altura de Roses de l'Empordà, que va portar la navegació des del principi fins al final enregistrant-ho tot a l'anomenat "Derrotero de Albo" transcrit per Navarrete a la seva obra. Ho va fer amb una precisió sorprenent segons Andreè Rosfelder capità de submarins francès que va repetir el viatge fil per randa amb el derroter d'Albó a la mà i es va meravellar de quan acurades eren les dades registrades per Albó.  

### William Bourne
Els mariners han utilitzat aquest sistema durant molt de temps. La primera descripció coneguda del dispositiu imprès es troba a A Regiment for the Sea de William Bourne, de 1574. Bourne va construir una ampolleta de mig minut per cronometrar-ho. Aleshores, es calculava que una milla era de 5.000 peus, de manera que en 30 segons a una milla per hora, un vaixell avançava uns 42 peus:
{\displaystyle {\text{longitud recorreguda en peus}}={\text{1 mph}}\times {\text{5000 ft/mi}}\times {\text{30 s}}\times {\frac {\text{1 h}}{\text{3600 s}}}}
Inicialment, el cordill de la corredora no tenia nusos i els mariners mesuraven la longitud directament sobre la corda. Amb la introducció al segle XVI, de la milla nàutica com a unitat de mesura estàndard al mar, van començar a marcar la cordill a intervals iguals proporcionals a la milla nàutica segons l'interval de temps utilitzat per a la mesura. Inicialment, eren simples marques fetes al cordill. Més tard, els navegants van introduir la pràctica de fer nusos al cordill de la corredora. Molts vaixells utilitzaven nusos espaiats 8 brasses (48 peus o 14,6 metres), mentre que altres vaixells utilitzaven la mesura de 7 brasses.
Cal ajustar l’interval de temps segons la distància entre nusos. Substituint 6.000 peus per 1 milla, la fórmula anterior produeix 28,8 segons per a una distància de 8 brasses. De fet, les ampolletes de 28 i 14 segons solien ser habituals entre els equips de navegació.

## Funcionament

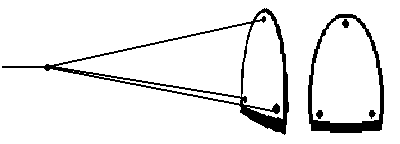
Diagrama d'una corredora de barqueta

La corredora tradicional era una tauleta de fusta amb forma d'arc gòtic (per això se'n deia "corredora de barqueta", ja que la forma semblava una barca) i llastada amb plom a la seva vora inferior perquè flotés vertical a l'aigua.
La corredora anglosaxona tenia dos costats rectes i el costat inferior corb, de manera que semblava un sector circular. D'altra banda, el seu ús i funcionament eren iguals. Anava subjecta a les tres cantonades per tres cordills que s'ajuntaven a certa distància i que anaven units al cordill de la corredora, que anava enrotllat en un rodet que es podia subjectar de manera que girés lliurement. El procediment era com segueix:
| « | Un mariner manejava la corredora i un altre l'ampolleta. El de la corredora la tirava per la popa i deixava córrer la primera part perquè s'estabilitzés a l'aigua. El mariner anava deixant córrer el cordill de la corredora, deixant-lo passar lliurement per la mà, i en sentir el primer nus cantava "marca!"; en aquell moment, el de l'ampolleta la invertia i el temps començava a córrer mentre el del cordill anava comptant els nusos segons anaven passant fins que el de l'ampolleta cantava "marca!! un segon cop, en el moment que havia baixat tota la sorra. Llavors el del cordill l'agafava fortament, mesurava la fracció de nus que havia passat amb l'últim "marca!" i cantava: "cinc nusos i quart!" | » |

Els dos cordills inferiors de la corredora anaven ben subjectes, però el superior anava encaixat a la corredora amb una falca de manera que una estrebada sobtada la desprenia, la corredora quedava horitzontal dins l'aigua i així era més fàcil recuperar-la a bord.
La durada de l'ampolleta era de mig minut per la qual cosa, atès que una hora té 120 mitjos minuts, la distància entre nusos havia de ser 1.852 m (una milla marina) dividit entre 120, és a dir que els nusos estaven espaiats 15,43 m (50 peus). La distància exacta entre nusos es calculava per a cada ampolleta en particular.